# Martin Schenk (Aktivist)

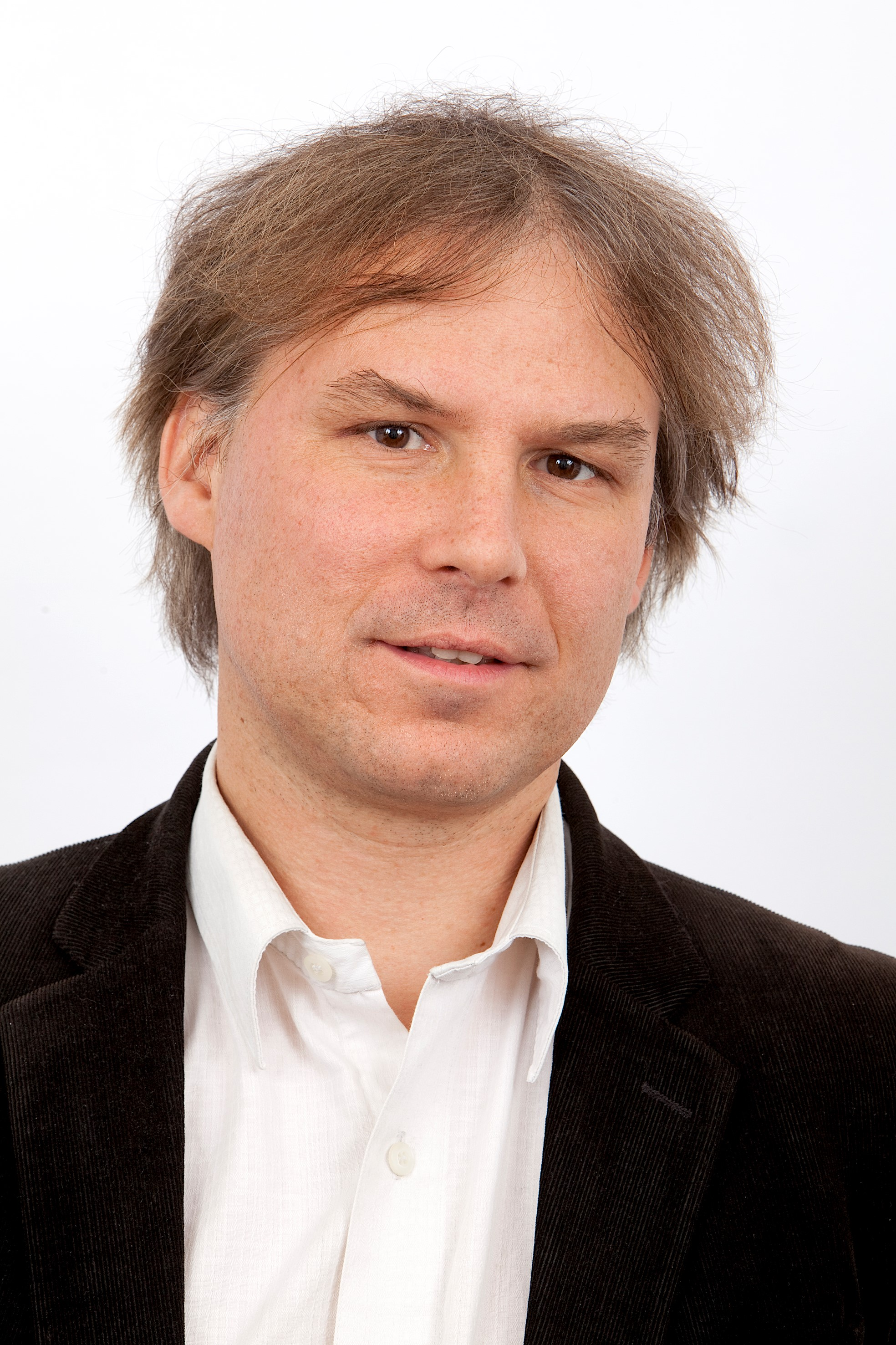
Martin Schenk, 2023

Martin Schenk (* 1970 in Wien) ist ein österreichischer Sozialexperte, Menschenrechtsaktivist und stellvertretender Direktor der Diakonie Österreich. Schenk ist Psychologe und engagiert sich besonders im Bereich der Armutsforschung.

## Leben
Martin Schenk wurde 1970 in Wien geboren, studierte Psychologie an der Universität Wien und absolvierte das Psychotherapeutische Propädeutikum. Seit 1989 ist er in der Arbeit mit Jugendlichen tätig, speziell mit sozial benachteiligten. Er war zwei Jahre lang in der Betreuung von Menschen mit Behinderungen engagiert, später mit Obdachlosen, schließlich in der Flüchtlingsbetreuung. Schenk war Mitbegründer mehrerer sozialer Initiativen, wie der Armutskonferenz und der Aktion „Hunger auf Kunst und Kultur“. Weiters war er an der Entstehung des Lichtermeers beteiligt, in die Anfänge des Vereins Hemayat involviert und Mitinitiator des Projekts „Sichtbar Werden“ für Armutsbetroffene. Zuletzt rief er das Sozialrechtsnetz („mit Recht gegen Armut“) mit ins Leben, das auf die Stärkung und Durchsetzung sozialer Menschenrechte abzielt. Im Projekt „Mitgehn“ engagiert er sich mit stillen Begleitern für Menschen mit geringem Einkommen auf Ämtern, Behörden oder Gesundheitseinrichtungen.
Schenk arbeitet derzeit als Sozialexperte und stellvertretender Direktor der Diakonie Österreich, zu seinen Schwerpunkten zählen Soziale Sicherung Gesundheit, Kinder & Jugendhilfe und Bildung. Schenk ist Lehrbeauftragter im Studiengang Sozialarbeit an der FH Campus Wien und Joanneum Graz. Seit dem Jahr 2000 ist er Mitglied im Menschenrechtsbeirat, einem beratenden Organ der österreichischen Volksanwaltschaft. Die Gesundheitsziele Österreichs hat er von Beginn an mitentwickelt und ist seither Co-Leiter der Arbeitsgruppe „Gesundheitliche Chancengerechtigkeit“. Die Idee des „Social Prescribing“, also die Verschreibung eines sozialen Rezeptes auf medizinischer Seite, holte er mit Kollegen aus England nach Österreich. Er schreibt regelmäßig für den Augustin, Die Furche, Die Presse und den Standard. Autor zahlreicher Bücher zu den Themen Armut, Sozialstaat, Integration und Gesundheit. Für seine schriftstellerische Arbeit ist er in den österr. PEN-Club aufgenommen worden. Auf OktoTV ist er Moderator der Sendung „eingschenkt“ mit jeweils einem Gast aus dem Bereich der Wirtschafts-, Politik- oder Sozialwissenschaft.
Martin Schenk wird als "Netzwerker, Initiator, Dranbleiber" beschrieben. Er ist ein "Netzwerker, einer mit vielen Ideen, und einer, der es versteht, Menschen und Organisationen zur gemeinsamen Entwicklung und Umsetzung dieser Ideen zusammenzubringen". Es gehe ihm weniger darum immer alles selber zu machen, sondern vielmehr darum, Bedingungen zu schaffen, dass etwas wachsen kann. Neben diesen "Hebammen-Skills" und guten Ideen braucht es dafür auch "die Fähigkeit des Dranbleibens, den sprichwörtlichen langen Atem und ein großes Maß an Hartnäckigkeit". Höflich im Ton, hart in der Sache, auch damit lässt sich Schenks Engagement beschreiben.

## Publikationen
- mit Nikolaus Dimmel und Christine Stelzer-Orthofer (Hrsg.): Handbuch Armut in Österreich. Studienverlag, Innsbruck-Wien-Bozen 2009 und überarbeitete Neuauflage 2014, ISBN 978-3-7065-5292-9.
- mit Siroos Mirzaei (Hrsg.): Abbilder der Folter. 15 Jahre Arbeit mit traumatisierten Flüchtlingen. Mandelbaum, Wien 2010, ISBN 978-3-85476-351-2.[16]
- mit Michaela Moser: Es reicht! Für alle! Wege aus der Armut. Deuticke, Wien 2010, ISBN 978-3-552-06114-9.[17]
- mit Eva Maria Bachinger: Die Integrationslüge. Deuticke, Wien 2012, ISBN 978-3-552-06185-9.[18]
- mit Florian Riffer: Lücken und Barrieren im österreichischen Gesundheitssystem aus Sicht von Armutsbetroffenen. Eine partizipative Erhebung. Die Armutskonferenz, Wien 2015. (PDF; 1,6 MB) Abgerufen am 22. Oktober 2017.
- mit Eva Maria Bachinger: Wert und Würde. Ein Zwischenruf. Carl Hanser, München 2016, ISBN 978-3-446-25400-8.
- mit Katharina Meichenitsch und Michaela Neumayr (Hrsg.): Neu! Besser! Billiger! Soziale Innovation als leeres Versprechen? Mandelbaum, Wien 2016, ISBN 978-3-85476-508-0[19]
- mit Julia Hofmann, Martin Schürz und Nikolaus Dimmel (2017): Handbuch Reichtum. Neue Erkenntnisse aus der Ungleichheitsforschung, Studienverlag.[20]
- mit Martin Schriebl-Rümmele: Genug gejammert! Warum wir gerade jetzt ein starkes soziales Netz brauchen. Ampuls 2017, ISBN 978-3-9504509-0-3.[21]
- mit Die Armutskonferenz et al (2018): Achtung. Abwertung hat System: Vom Ringen um Anerkennung, Wertschätzung und Würde, ISBN 978-3-99046-395-6[22]
- mit Maria Pernegger (2018): Kinderarmut – Darstellung und Wirklichkeit. Über sozial benachteiligte Kinder & Jugendliche in österreichischen Massenmedien, Studie media affairs, Armutskonferenz, Volksanwaltschaft.[23]
- mit Michael Fuchs und Katarina Hollan (2018): Analyse der Nicht-Krankenversicherten Personen in Österreich.[24]
- mit Die Armutskonferenz et al: Stimmen gegen Armut. Weil soziale Ungleichheit und Ausgrenzung die Demokratie gefährden. BoD 2020, ISBN 978-3-7526-9053-8.
- mit Hedwig Wölfl (2022): Was Kindern jetzt gut tut. Gesundheit fördern in einer Welt im Umbruch. Ampuls Verlag, ISBN 978-3-9519818-5-7.
- mit Die Armutskonferenz et al (2023): Es brennt. Armut bekämpfen, Klima retten. BoD, ISBN 978-3-7481-8361-7.
- Brot und Rosen. Über Armut, oder: den Unterschied zwischen Hungern und Fasten macht die Freiheit, Edition Konturen, 2024, ISBN 978-3-902968-97-5
- mit Nikolaus Dimmel, Karin Heitzmann und Christine Stelzer-Orthofer (2024): Armut in der Krisengesellschaft. Handbuch Arrmut,  Löcker, ISBN 978-3-99098-191-7

## Auszeichnungen
- 1997: Menschenrechtspreis für Essays in den Zeitungen Die Furche, Der Standard und Die Presse;
- 2004: Österreicher des Jahres in Kategorie „humanitäres Engagement“ der Tageszeitung Die Presse;[1]
- 2022: Menschenrechtspreis der Österreichischen Liga für Menschenrechte „für sein Engagement bei der Bekämpfung von Armut und seine herausragenden Leistungen zur Umsetzung der sozialen Menschenrechte“.

## Nachweise
1. 1 2  Kunstuniversität Linz: Mag. Martin Schenk. Abgerufen am 22. Oktober 2017.
2. ↑  Homepage der Aktion „Hunger auf Kunst und Kultur“
3. ↑  Martin SCHENK-MAIR. Abgerufen am 8. März 2021 (amerikanisches Englisch).
4. ↑  SozialRechtsNetz. Abgerufen am 11. August 2022.
5. ↑  Die Armutskonferenz.: Mitgehn. Abgerufen am 17. Februar 2023 (deutsch).
6. ↑  Martin Schenk: Mitgehn. In: Augustin. Augustin, 4. November 2022, abgerufen am 17. Februar 2023 (deutsch).
7. ↑  Blogbeiträge - Martin Schenk. In: www.diakonie.at. Diakonie Österreich, 3. März 2022, abgerufen am 3. März 2022.
8. ↑  About. In: EingSchenkt. Abgerufen am 8. März 2021.
9. ↑  EingSchenkt. Martin Schenks Blog: About. Abgerufen am 22. Oktober 2017.
10. ↑  Volksanwaltschaft: Der Menschenrechtsbeirat. Abgerufen am 22. Oktober 2017.
11. ↑  Gesundheitsziele Österreich - Für mehr Gesundheit in Österreich. Abgerufen am 21. Januar 2022 (deutsch).
12. ↑  Rojatz, Daniela; Antosik, Jennifer; Weitzer, Jakob; Ecker, Sandra; Haas, Sabine: Handbuch Social Prescribing in der Primärversorgung. Schritt für Schritt zur Umsetzung. In: GÖG. Gesundheit Österreichj, 2021, abgerufen am 17. Februar 2023 (deutsch).
13. ↑  Martin Schenk: Das soziale Rezept. In: ORF. ORF, 20. November 2022, abgerufen am 17. Februar 2023 (deutsch).
14. ↑  http://penclub.at/. 11. Februar 2025, abgerufen am 9. März 2025 (amerikanisches Englisch).
15. ↑  Michaela Moser: Wider Armut, Beschämung und Ressentiments. In: Quart. Akademikerverband, 1. Oktober 2024, abgerufen am 9. März 2025 (deutsch).
16. ↑  Abbilder der Folter. Abgerufen am 5. März 2022.
17. ↑  Es reicht! Für alle! - Bücher - Hanser Literaturverlage. Abgerufen am 5. März 2022.
18. ↑  Die Integrationslüge - Bücher - Hanser Literaturverlage. Abgerufen am 5. März 2022.
19. ↑  Neu! Besser! Billiger! Abgerufen am 5. März 2022.
20. ↑  Handbuch Reichtum. Abgerufen am 5. März 2022 (deutsch).
21. ↑  Für ein starkes, soziales Netz. Abgerufen am 5. März 2022 (deutsch).
22. ↑  Dokumentation der 11. Armutskonferenz (2018): ACHTUNG Abwertung hat System. Abgerufen am 5. März 2022.
23. ↑  EingSchenkt. In: EingSchenkt. Abgerufen am 21. Januar 2022.
24. ↑  Fuchs, Michael; Hollan, Katarina; Schenk, Martin: Analyse der Nicht-Krankenversicherten Personen in Österreich. Abgerufen am 5. März 2022.

| Personendaten    | Personendaten                           |
| ---------------- | --------------------------------------- |
| NAME             | Schenk, Martin                          |
| KURZBESCHREIBUNG | österreichischer Menschenrechtsaktivist |
| GEBURTSDATUM     | 1970                                    |
| GEBURTSORT       | Wien                                    |